# قرار مجلس الأمن التابع للأمم المتحدة رقم 251
قرار مجلس الأمن التابع الأمم المتحدة رقم 251، اعتمد بالإجماع في 2 مايو 1968، أعرب المجلس عن أسفه العميق لإجراء إسرائيل عرض عسكري في القدس دون اكتراث بالقرار المتخذ بالإجماع من قبل مجلس الأمن في القرار 250.